# Cucurbita cordata
Cucurbita cordata là một loài thực vật có hoa trong họ Cucurbitaceae. Loài này được S.Watson mô tả khoa học đầu tiên năm 1889.